# Florida cracker horse
Florida Cracker är en hästras som härstammar från USA. Rasen fick sitt namn från det cowboyfolk som bodde i norra delarna av Florida och rasen föddes upp för att bli utmärkande inom boskapsskötsel. Istället för den typiska lasson använde dessa cowboys piskor och i USA säger man "crack the whip" för att snärta med piskan. Därav namnet på denna hästras. Florida Cracker-hästen är relativt ovanlig och lever i halvvilda flockar i reservat i södra USA, men det finns en del som lever helt i fångenskap då den främst används inom boskapsskötsel och till westernridning. 

## Historia

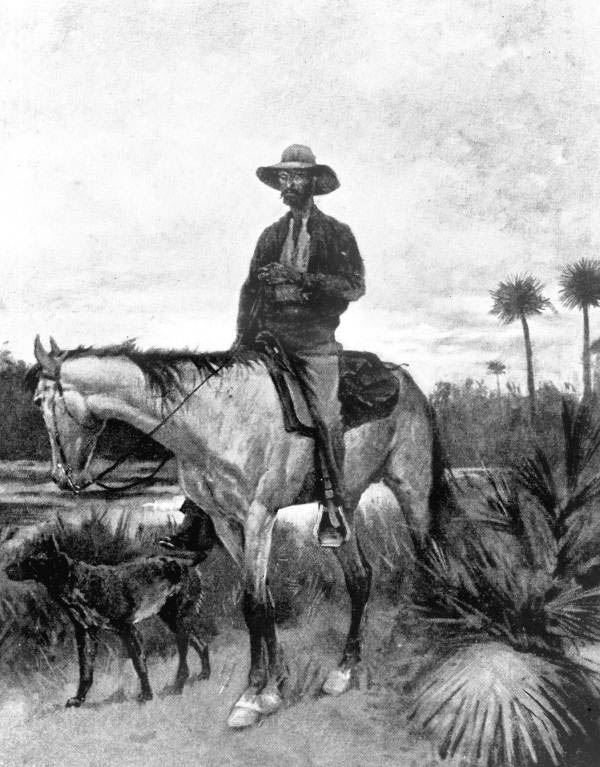
Målningen The Cracker Cowboy från 1895 av Frederic Remington.

Florida Crackerhästen har troligtvis en otrolig blandning av en massa olika raser som berberhäst, Arabiskt fullblod och en mängd olika spanska eller europeiska hästar. Florida Crackern utvecklades dock främst från de spanska hästar som de resande från den så kallade gamla världen hade med sig efter upptäckten av Amerika under slutet av 1400-talet. En del av dessa hästar flydde eller släpptes ut i det fria där de delades upp i olika flockar och hjordar som utvecklades till olika sorters förvildade hästar. 
En av de här hjordarna med fria hästar levde i det område som senare blev Florida och de parade sig naturligt och en rad olika typer av hästar sprang runt i området. Snart började ranchägarna fånga in dessa hästar och de bästa boskapshästarna valdes ut till avel. Runt 1930 plågades Florida av en extrem torka och alla uppmanades att flytta all sin boskap och även om hästarna klarade de långa distanser som man red varje dag dog många av dessa hästar av olika parasiter och inälvsmaskar då de fick ett helt annat bete än de var vana vid. 
De få hästar som överlevde sattes genast i avel för att återställa rasen och 1990 satte man en standard för rasen och bestämde vilka sorts hästar som fick vara med i avelsprogrammet. 1991 startades Florida Cracker Horse Association som var en helt ideell förening för uppfödare av rasen. Speciellt sex familjer stod som bevarare av den rena blodslinjen och de hette Ayers, Harvey, Bronson, Partin, Matchetts och Whaley. Det finns även fler uppfödare men dessa 6 familjer var och är i viss grad fortfarande de som föder upp flest exemplar av denna ras. Numera finns ungefär 2000 av dessa hästar runt om i världen. Ungefär 100 hästar nyregistreras varje år så rasen räknas som ovanlig.

## Egenskaper
Florida Cracker ser ganska primitiv ut, ungefär som de vildhästar som troligtvis är deras förfäder. Men man kan tydligt se det spanska blodet och vissa av dessa hästar bär även tydliga tecken på det arabiska blod som måste funnits hos de hästar som kom hit med de resande. 
Vanligast är att den här hästen fortfarande används som boskapshäst och inom westernridning men på senare tid har den här rasen använts till nästan allt. Innan traktorn kom användes de till körning, plöjning och transportering. Det finns även exemplar som har visat talang inom hoppning.